# تاوریچانکا (شهرستان داولکانوفسکی، باشقیرستان)
تاوریچانکا (انگلیسی: Tavrichanka, Davlekanovsky District, Republic of Bashkortostan) یک شهرک در شهرستان داولکانوفسکی در استان باشقیرستان کشور روسیه است.